# Jörg Maier
Jörg Maier (* 1940 in Ulm) ist ein deutscher Geograph und Volkswirt. Er ist seit 1977 Professor und bis 2008 Inhaber des Lehrstuhls für Wirtschaftsgeographie und Regionalplanung an der Universität Bayreuth.

## Beruflicher Werdegang
Von 1960 bis 1964 studierte Maier Volkswirtschaftslehre und Rechtswissenschaften an der Ludwig-Maximilians-Universität München (LMU), wo er im Dezember 1964 sein Examen ablegte. 1965 bekleidete er kurzfristig eine Assistenzstelle am Wirtschaftsgeographischen Institut der LMU. Im Anschluss arbeitete er bis 1967 als wissenschaftlicher Mitarbeiter in der Abteilung Verkehr am ifo Institut für Wirtschaftsforschung. Unter Professor Karl Ruppert kam er anschließend wieder an die LMU zurück, wo er 1970 zum  Dr. oec. publ. promovierte und bis 1973 als Akademischer Oberrat arbeitete.
Als Stipendiat der Deutschen Forschungsgemeinschaft habilitierte er von 1973 bis 1974 zum Dr. rer. pol. habil. bevor er 1975 im Fach Geographie habilitierte. Bis 1976 war Maier als Privatdozent tätig und folgte anschließend einem Ruf als Professor an das Wirtschaftsgeographische Institut der LMU.
Von 1977 bis 2008 war Maier Ordentlicher Universitätsprofessor und Inhaber des Lehrstuhls für Wirtschaftsgeographie und Regionalplanung an der Universität Bayreuth.
Daneben ist er seit dieser Zeit Herausgeber der Arbeitsmaterialien zur Raumordnung und Raumplanung sowie Mitherausgeber der Bayreuther Geowissenschaftlichen Arbeiten. Maier war und ist unter anderem Mitglied des Naturschutzbeirates der Regierung von Oberfranken, Mitglied des Landesplanungsbeirates beim Bayerischen Staatsministerium für Wirtschaft, Infrastruktur, Verkehr und Technologie, Mitglied der Gesellschaft für Regionale Strukturentwicklung beim Deutschen Industrie- und Handelskammertag sowie Mitglied der Deutschen Akademie für Städtebau und Landesplanung.
Im Beisein zahlreicher Gäste aus Politik und Wissenschaft, Alumni und Studenten wurde Professor Maier am 29. Januar 2008 emeritiert. In seiner Abschiedsvorlesung, die den Titel „Oberfranken 1977 bis 2017: Entwicklungspfade und Erfolgsfaktoren“ trug, widmete er sich den Veränderungen des Wirtschaftsstandortes Oberfranken sowie dessen Perspektiven für die Zukunft. Von seinen Alltagspflichten entpflichtet wird Maier weiterhin Lehrveranstaltungen an der Universität Bayreuth abhalten. Die Betreuung seiner Diplomanden und Doktoranden wird Maier ebenfalls abschließen.

## Auszeichnungen
Jörg Maier ist Träger des Kulturpreises des Landkreises Bayreuth, des Wissenschaftspreises der Euregio Egrensis, der Goldenen Plakette der Universität Maribor sowie der Europa-Medaille des Europäischen Parlaments. Er ist außerdem Ehrendoktor der Universitäten Pécs (Ungarn) und Pilsen (Tschechien).